# Коронавірусна хвороба 2019 на Сент-Люсії
Епідемія коронавірусної хвороби 2019 на Сент-Люсії — це поширення пандемії коронавірусної хвороби 2019 на територію Сент-Люсії. Перший випадок хвороби в країні зареєстровано 13 березня 2020 року. Станом на 2 вересня 2022 року в країні зареєстровано 28894 підтверджених випадки хвороби, з яких 28369 одужали та 391 померли.
Міністерство охорони здоров'я країни проводить програму вакцинації вакциною Oxford–AstraZeneca від COVID-19 з 17 лютого 2021 року, вакциною Pfizer–BioNTech з 23 серпня 2021 року, вакциною Janssen від COVID-19 з 9 грудня, вакциною «Moderna» з березня 2022 року.

## Хронологія

### Березень 2020 року
13 березня зареєстровано перший випадок коронавірусної хвороби на Сент-Люсії. Першим хворим стала була 63-річна жінка, яка повернулась з Великої Британії. Міністерство охорони здоров'я підтвердило другий випадок 14 березня. Обох хворих репатріювали до Великої Британії 24 та 25 березня.
20 березня прем'єр-міністр країни Аллен Частанет заявив, що Сент-Люсія запровадить заходи соціального дистанціювання, включаючи призупинення діяльності закладів, які не є життєво необхідними, з 23 березня по 5 квітня. Уряд також запровадив комендантську годину з 23:00 до 5:00. 29 березня прем'єр-міністр продовжив припинення роботи більшості закладів на острові до 14 квітня, та продовжив комендантський час з 20:00 до 5:00.
23 березня уряд Сент-Люсії оголосив надзвичайний стан, та повідомив про закриття аеропортів країни для вхідних пасажирських рейсів до 5 квітня.
27 березня міністерство охорони здоров'я розпочало тестування на COVID-19 безпосередньо на острові, а 29 березня повідомило про перший випадок місцевої передачі вірусу серед 6 нових підтверджених випадків хвороби. Міністерство також повідомило, що 300 осіб перебувають на карантині під наглядом лікарів.
29 березня уряд заборонив продаж алкогольних напоїв, а також призупинив дію ліцензій на виробництво алкогольних напоїв та закрив усі бари.
31 березня прем'єр-міністр запровадив цілодобову комендантську годину, який встановлюються для всіх жителів країни з 5 години ранку 1 квітня до 5 години ранку 7 квітня. На момент оголошення змін у комендантській годині особи, які вже перебували під карантинним наглядом, не могли послабити свої карантинні обмеження.

### Квітень 2020 року
1 квітня прем'єр-міністр повідомив, що мінімаркети та пекарні протягом короткого часу будуть відкриті, щоб дати можливість людям купити товари першої необхідності. 2 квітня жителі острова вишикувалися в чергах біля відкритих на короткий час магазинів, переважно ігноруючи заклики прем'єр-міністра дотримуватися соціальної дистанції.
5 квітня прем'єр-міністр оголосив, що у Сент-Люсії з 7 квітня по 13 квітня встановлюється 10-годинна комендантська година. Закладам, робота яких є життєво необхідною, буде дозволено працювати з 7 години ранку до 16 години вечора, за винятком Страсної п'ятниці, Великодня та Великоднього понеділка.
8 квітня оголошена програма соціальної стабілізації для людей, які стали безробітними внаслідок пандемії коронавірусної хвороби або вразливих груп, та пакет економічної підтримки для бізнесу. Міністр закордонних справ країни Сара Флуд Бобрун заявила, що уряд країни співпрацює із США та Канадою, щоб повернути громадян Сент-Люсії, що опинилися за кордоном, на батьківщину.
12 квітня уряд продовжив дію комендантської години з 7 вечора до 5 ранку, та запровадив часткове припинення комерційної діяльності до 26 квітня. Уряд додав магазини техніки та товарів для дому до переліку закладів, яким дозволено працювати, щоб розпочати підготовку до сезону посухи та ураганів.
21 квітня було репатрійовано з-за кордону перших громадян країни. Вони були 8 співробітниками морської круїзної компанії «Norwegian Cruise Line», та знаходились до того на борту судна, яке стояло на якорі біля узбережжя Барбадосу з 9 квітня.
22 квітня головний медичний директор Шарон Бельмар-Джордж заявила, що всі 15 підтверджених випадків хвороби в країні одужали, включаючи випадки високого ризику через свій вік або хронічні хвороби. Усі заходи, включаючи комендантську годину, залишатимуться в силі, і Бельмар-Джордж застерігала про можливий новий спалах інфекції в майбутньому. Прем'єр-міністра Аллена Частанета запитали про скасування обмеження на алкоголь. Частанет сказав, що подумає над цим, але хотів би слідувати порадам головного медичного директора. 30 квітня Частанет повідомив, що заборона на алкоголь не буде знята.
Кабінет міністрів Сент-Люсії вирішив скоротити зарплати урядовців на 75 % у зв'язку з економічною кризою, спричиненою пандемією COVID-19, та втратою доходу від туризму. Уряд повідомив, що збереться на засідання 28 квітня, щоб вирішити питання зниження доходів.
24 квітня міністерство охорони здоров'я заявило: «Хоча сьогодні в країні спостерігається 100-відсотковий рівень одужання, що може свідчити про певні успіхи в боротьбі з хворобою, ми в міністерстві охорони здоров'я продовжуємо застерігати громадськість, що будь-яке досягнення не слід розуміти як недовіру попереднім застереженням, щоб не викинути їх на вітер після виявленої необережності». У період з 21 по 24 квітня було проведено 60 тестів, всі з яких були негативними.
На 28 квітня в країні було зареєстровано загалом 17 випадків хвороби, з яких 15 одужали. Двома новими випадками були 54-річна жінка, яка знаходилась на самоізоляції з 4 березня, та її 20-річний син.
30 квітня Світовий банк повідомив, що надасть Сент-Люсії 10,5 мільйонів доларів США для боротьби з COVID-19.

### Травень 2020 року
2 травня 2020 року відділ у справах діаспори Сент-Люсії повідомив, що 29 громадян Сент-Люсії померли від COVID-19 за кордоном, 22 у США, 6 у Великій Британії та один у Швейцарії.
8 травня уряд частково зняв заборону на продаж алкоголю, дозволивши його продаж в магазинах.
18 травня міністерство торгівлі дозволило підприємствам відновити роботу за звичним графіком роботи. Також було змінено час дії комендантської години від 21:00 до 5:00. Школи та кінотеатри залишалися закритими, а масові громадські заходи все ще були заборонені.
19 травня міністр туризму Домінік Феді повідомив про поетапне відновлення туристичної галузі Сент-Люсії, починаючи з відкриття кордонів для міжнародного транспортного сполучення від 4 червня 2020 року.

### Червень 2020 року
5 червня 2020 року повідомлено про виявлення 19-го випадку хвороби у 33-річної працівниці круїзного судна, однієї з репатрійованих громадян Сент-Люсії.
12 червня повідомлено, що починаючи з 15 червня, в рамках поетапного повторного відкриття країни, комендантська година буде скоригована з перенесенням початку її дії з 21:00 на 0:00 до 5 ранку; дозволено проводити громадські заходи, а особам, які мають ліцензії, дозволено продавати алкогольні напої.

### Липень 2020 року
2 липня 2020 року уряд повідомив про нові протоколи для в'їзду до країни з-за кордону. Подорожуючі повинні мати негативний ПЛР-тест, зроблений не пізніше 7 днів до в'їзду в країну, якщо вони не прибувають з країн, які знаходяться в межах так званої «бульбашки для поїздок», визначених урядом Сент-Люсії. До цієї «бульбашки для поїздок» входили Антигуа і Барбуда, Аруба, Ангілья, Багамські Острови, Барбадос, Бермуди, Бонайре, Британські Віргінські Острови, Кюрасао, Домініка, Гренада, Гаяна, Ямайка, Монтсеррат, Сен-Бартельмі, Сент-Кітс і Невіс, Сен-Мартен, Сент-Вінсент і Гренадини, Тринідад і Тобаго, острови Теркс і Кайкос.
6 липня прем'єр-міністр повідомив, що нічну комендантську годину буде скасовано 10 липня. Він також повідомив про відновлення роботи кінотеатрів, центрів для дітей раннього віку, та відновлення спортивних змагань за умови дотримання карантинних заходів.
22 липня повідомлено про виявлення 24-го випадку хвороби в 59-річної жінки, яка повернулася до Сент-Люсії 10 липня. 30 липня повідомлено про виявлення 25-го випадку хвороби у 86-річного чоловіка. На той день на стаціонарному лікуванні знаходились 3 хворих з коронавірусною хворобою.

### Серпень 2020 року
11 серпня 2020 року міністерство охорони здоров'я та добробуту країни повідомило, що в Сент-Люсії досягнуто 100-відсоткового одужання від COVID-19, при цьому не повідомлялося про нові випадки хвороби, за останню добу проведено 99 тестувань, загалом 4373 з початку епідемії.
17 серпня міністерство охорони здоров'я та добробуту країни повідомило, що на Сент-Люсії виявлено один новий випадок COVID-19. Загалом у країні з початку епідемії проведено 4801 тестування.

### Вересень 2020 року
1 вересня 2020 року міністерство охорони здоров'я та добробуту повідомило, що останній активний хворий COVID-19 одужав. Того ж дня департамент туризму Сент-Люсії повідомив про пом'якшення обмежень для відвідувачів. Відвідувачам дозволяється зупинитися на острові у двох готелях та курортах, сертифікованих щодо безпеки до COVID-19, і вони можуть насолоджуватися водними видами активного відпочинку. Громадяни країни та її постійні мешканці, які повертаються з-за кордону, повинні пройти 14-денний карантин.
7 вересня більшість початкових та середніх шкіл знову відкрилися.

### Жовтень 2020 року
10 жовтня 2020 року у водія маршрутного таксі, який працював на маршруті від Кастрі до В'є-Фор, підтвердився позитивний тест на коронавірус, і він став 29-им підтвердженим випадком COVID-19 у Сент-Люсії. Представники уряду заявили про стурбованість можливим місцевим поширенням вірусу. Поліція Сент-Люсії повідомила про запровадження примусового дотримання протиепідемічних протоколів щодо COVID-19 з 12 жовтня.
16 жовтня міністерство освіти закрило всі школи на острові на один тиждень, а загальноосвітню школу в Кастрі на два тижні, після того, як в учня цієї школи підтверджено позитивний тест на COVID-19. Пізніше, 16 жовтня, у працівника цієї середньої школи також підтверджено позитивний результат тесту на коронавірус.
22 жовтня міністерство охорони здоров'я та добробуту повідомило про виявлення 3 нових випадків COVID-19, внаслідок чого загальна кількість випадків хвороби зросла до 42, а активних до 15 випадків. Головний медичний директор Шарон Бельмар-Джордж заявила, що нові випадки, виявлені в різних громадах країни, свідчать про наявність місцевої передачі вірусу. Унаслідок цього міністерство освіти розпорядилось продовжити закриття шкіл ще на два тижні, і їх відкриття було заплановано на понеділок, 9 листопада.
30 жовтня уряд запровадив посилені карантинні протоколи для боротьби з поширенням COVID-19. Всім жителям країни рекомендовано працювати на дому за можливості. Зменшено дозволену кількість учасників масових громадських заходів з 50 до 25 осіб. Усі заклади повинні припинити роботу о 21:00, якщо вони не мають спеціального дозволу для продовження роботи. Вживання алкоголю в приміщеннях заборонено, дозволяється продавати алкогольні напої на винос. Ресторани та бари повинні бути закриті о 21:00. Уряд також закликав усіх жителів країни добровільно обмежити своє пересування, закликавши всіх залишатися вдома з 21:00 до 5:00. Прем'єр-міністр також повідомив про запровадження найближчим часом посилених заходів прикордонного контролю для запобігання незаконному в'їзду до країни.

### Листопад 2020 року
10 листопада 2020 року прем'єр-міністр країни повідомив про першу смерть від COVID-19 на Сент-Люсії. Міністерство охорони здоров'я пізніше того ж дня підтвердило другу смерть.
13 листопада прем'єр-міністр повідомив про запровадження нових карантинних протоколів щодо COVID-19, згідно яких заборонено всі громадські заходи, що мали початися з 16 листопада. Церковні служби та похорони будуть обмежені до 25 осіб. Підприємства повинні закритись о 21:00. Продаж алкоголю обмежений, лише на винос, а бари закрити о 16:00. Усі спортивні заходи також призупинені, у тому числі закриті громадські спортзали.
14 листопада повідомлено, що поліція Сент-Люсії найняла додатково 200 співробітників для нагляду за дотримання карантинних вимог щодо COVID-19 у всіх громадах острова, які мали право арештовувати жителів острова. Їх служба розпочалось 30 листопада.

### Грудень 2020 року
3 грудня 2020 року головний медичний директор Шарон Бельмар-Джордж заявила, що вакцини проти COVID-19 можуть з'явитися в Сент-Люсії ще до першого кварталу 2021 року, передбачаючи щеплення 3 % осіб до червня 2021 року та 20 % до грудня 2021 року.
7 грудня та 8 грудня водії маршруток, під керівництвом Південної асоціації водіїв мікроавтобусів, провели страйк на кількох маршрутах маршруток, протестуючи проти обмеження пасажиромісткості під час епідемії COVID-19. Водії зазначали, що карантинні обмеження щодо COVID-19 спричинюють значні економічні втрати, та вимагали скасування діючого обмеження 10 пасажирів на автобус або іншої форми компенсації за втрати.
9 грудня національний консультативний комітет з питань надзвичайних ситуацій повідомив про запровадження переглянутих карантинних протоколів COVID-19 до курортного сезону з 15 грудня по 11 січня. Робочий час підприємств та закладів буде дозволено продовжити. Дозволені громадські заходи до 25 осіб. Школи повинні залишатися закритими для очного навчання, за винятком обмежених винятків. Різдвяні вечірки будь-якого виду будуть заборонені. У той же час головний медичний директор Шарон Бельмар-Джордж повідомила, що на Сент-Люсії згладжено криву передачі COVID-19, але вона також зазначила, що різдвяний сезон є періодом високого ризику для інфікування коронавірусом.
18 грудня міністерство освіти оголосило, що відкриє школи 4 січня 2021 року, а учні повернуться до класів 11 січня.

### Січень 2021 року
31 січня 2021 року 8 ув'язнених і один співробітник виправної колонії в Борделе дали позитивний результат тесту на COVID-19, один ув'язнений помер 4 лютого. Ув'язнені розпочали акції протесту, посилаючись серед іншого на неадекватні заходи в'язниці на COVID-19. Спалах потенційно міг призвести до понад 100 випадків до кінця лютого.

### Лютий 2021 року
5 лютого 2021 року посилено обмеження на в'їзд до країни. Вікно тестування до прибуття було скорочено з 7 до 5 днів.
17 лютого 2021 року Сент-Люсія розпочала поетапну програму вакцинації, на першому етапі введення вакцини Oxford–AstraZeneca проти COVID-19 проводилось медичним працівникам, службам швидкого реагування, та іншим працівникам, які безпосередньо беруть участь у боротьбі з епідемією. Другий етап розпочався в березні 2021 року, проводилась вакцинація осіб із високим ризиком, у тому числі осіб похилого віку, з масовою вакцинацією, яка розпочалась у другій половині цього місяця та тривала до квітня.

### Березень—липень 2021 року
1 березня 2021 року уряд Сент-Люсії отримав 25 тисяч доз вакцини проти COVID-19 Oxford–AstraZeneca, подарованих Індією.
4 травня 2021 року міністерство охорони здоров'я розпочало введення перших доз вакцини жителям країни віком від 18 років.
29 червня 2021 року круїзне судно «Celebrity Millennium» прибуло в головний порт країни з 417 пасажирами, як перший рейс у рамках поетапного відновлення сектору круїзних подорожей.
25 липня 2021 року МОЗ країни визначило як початок четвертої хвилі COVID-19, яка тривала з вересня 2021 року. Чиновники звинувачували у зростанні випадків масові скупчення людей.

### Серпень 2021 року
13 серпня 2021 року міністерство охорони здоров'я повідомило, що вперше підтвердило наявність дельта-варіанту на Сент-Люсії, заразилися 3 осіб.
17 серпня уряд Сент-Люсії отримав 52650 доз вакцини Pfizer–BioNTech, подарованою США.
23 серпня МОЗ почало введення вакцини Pfizer особам віком від 12 років.
27 серпня уряд повідомив про запровадження скоригованих протоколів щодо COVID-19, які діяли з 28 серпня по 7 вересня, з більш раннім часом закриття закладів, більш тривалою комендантською годиною та цілодобовою комендантською годиною в неділю, 5 вересня. Міністерство освіти оголосило, що відкладе відкриття шкіл у вересні, та що школи використовуватимуть підхід розподіленого навчання замість очного навчання.

## Заходи боротьби з поширенням хвороби
- Усі школи на острові були закриті 16 березня 2020 року. Школи знову відкрили для проведення онлайн-навчання 20 квітня. 3 червня відновлено навчання в класах для учнів 5 та 6 класів, щоб підготувати їх до іспитів. 7 вересня школи знову повністю відкрили для навчання в класах.[84][48] Школи знову закрилися 16 жовтня. Починаючи з грудня 2020 року, школи знову відкрились для навчання в класах з 11 січня 2021 року.[53][69]
- Усі заклади, діяльність яких не є життєво важливою, були закриті з 23 березня по 17 травня.[12][36]
- З 23:00 до 05:00 встановлено комендантську годину[13], 5 квітня її час змінено з 19:00 до 05:00, 18 травня її час змінено на 21:00 до 05:00.[23][36]
- Бари закриті, а ресторани працювали в режимі на виніс або доставки їжі. Продаж алкоголю був заборонений з 29 березня по 8 травня.[15][19][35]
- Аеропорти та морські порти були закриті з 23 березня по 3 червня, за винятком вантажних перевезень та рейсів для репатріації іноземних громадян.[85][15][37]
- Частково дозволено роботу мінімаркетів та пекарень.[22] Пізніше дозволено відкриття магазинів товарів для дому та господарських товарів.[26] Будівництво буде дозволено за умов відкриття магазинів будівельних матеріалів.[86]

## Програма вакцинації
Міністерство охорони здоров'я та добробуту розпочало програму вакцинації 17 лютого 2021 року з використанням вакцини Oxford–AstraZeneca проти COVID-19, отриманої за рахунок закупівель програми COVAX та пожертвувань від Індії. Програма стартувала поетапно. На першому етапі вакцинацію отримували медичні працівники, працівники служб невідкладного реагування, та інші працівники на передовій. У березні другий етап був націлений на осіб із групи високого ризику, включаючи людей похилого віку, з проведенням масової вакцинації, яка розпочалася в березні, й тривала до квітня. Вакцинація населення розпочалася 3 травня.
У серпні 2021 року Сент-Люсія отримала вакцину Pfizer–BioNTech проти COVID-19, подаровану США. Міністерство розпочало вводити перші дози вакцини Pfizer 23 серпня особам віком від 12 років.